# Highleadon
Highleadon – przysiółek w Anglii, w Gloucestershire. Leży 8,6 km od miasta Gloucester, 50,6 km od miasta Bristol i 162,2 km od Londynu. W 1931 roku civil parish liczyła 104 mieszkańców.